# Ферндејл (Пенсилванија)
Ферндејл (енгл. Ferndale) град је у америчкој савезној држави Пенсилванија.

## Демографија
По попису из 2010. године број становника је 1.636, што је 198 (-10,8%) становника мање него 2000. године.
| Група             | 2000.         | 2010.         |
| Белци             | 1.802 (98,3%) | 1.567 (95,8%) |
| Афроамериканци    | 21 (1,1%)     | 19 (1,2%)     |
| Азијати           | 1 (0,1%)      | 2 (0,1%)      |
| Хиспаноамериканци | 4 (0,2%)      | 23 (1,4%)     |
| Укупно            | 1.834         | 1.636         |